# Citikur
Citikur is een bestuurslaag in het regentschap Kuningan van de provincie West-Java, Indonesië. Citikur telt 1257 inwoners (volkstelling 2010).